# Emirates Cup 2014
La Emirates Cup 2014 es un torneo amistoso de pretemporada de dos días, organizado por el club inglés Arsenal FC de la Barclays Premier League y celebrada en el Emirates Stadium, sede del club.
Esta es la séptima edición de la competición, en 2014 cuatro equipos competirán. Esos son, la inclusión habitual del Arsenal FC de la Barclays Premier League, el Benfica de la Primeira Liga, Mónaco de la Ligue 1 y Valencia CF de la Liga española. La competición está prevista que se disputará el fin de semana de 2 al 3 de agosto de 2014.
El sistema habitual de puntos que otorga es 3 por victoria, 1 por empate y 0 por una pérdida se complementa con un punto que está siendo otorgado por cada gol marcado. El Galatasaray turco es el actual campeón, después de ganar la edición de 2013.

## Clasificación
Cada equipo jugará dos partidos, con tres puntos conseguidos en una victoria, un punto por un empate y un punto por cada gol anotado. Además, disparos a puerta se tendrán en cuenta y se utilizan para decidir los ganadores de la competencia si los equipos están empatados a puntos y diferencia de goles. 

## Clasificación de equipos
|  |    | Equipos de fútbol | PJ | G | E | P | GF | GC | Dif | Pts |
|  | -- | ----------------- | -- | - | - | - | -- | -- | --- | --- |
|  | 1. | Valencia CF       | 2  | 1 | 1 | 0 | 5  | 3  | +2  | 4   |
|  | 2. | Mónaco            | 2  | 1 | 1 | 0 | 3  | 2  | +1  | 4   |
|  | 3. | Arsenal FC        | 2  | 1 | 0 | 1 | 5  | 2  | +3  | 3   |
|  | 4. | Benfica           | 2  | 0 | 0 | 2 | 2  | 8  | -6  | 0   |

## Partidos
| 2 de agosto de 2014 | Valencia CF                                    | 2:2 (1:1) | Mónaco                              | Emirates Stadium, Londres                                  |                                                            |
|                     | Ricardo Carvalho 37' (a.g.) · Paco Alcácer 69' |           | 30' (a.g.) Rúben Vezo · 80' Ocampos | Asistencia: 25.000 espectadores Árbitro(s): Michael Oliver | Asistencia: 25.000 espectadores Árbitro(s): Michael Oliver |

| 2 de agosto de 2014 | Arsenal FC                            | 5:1 (4:0) | Benfica    | Emirates Stadium, Londres                             |                                                       |
|                     | Sanogo 26' 44' 45' 49' · Campbell 40' |           | 62' Gaitán | Asistencia: 25.000 espectadores Árbitro(s): Lee Mason | Asistencia: 25.000 espectadores Árbitro(s): Lee Mason |

| 3 de agosto de 2014 | Benfica   | 1:3 (1:0) | Valencia CF                          | Emirates Stadium, Londres                              |                                                        |
|                     | Derley 2' |           | Gayà 49' · Piatti 54' · Guardado 60' | Asistencia: 30.000 espectadores Árbitro(s): Ryūji Satō | Asistencia: 30.000 espectadores Árbitro(s): Ryūji Satō |

| 3 de agosto de 2014 | Arsenal FC | 0:1 (0:1) | Mónaco     | Emirates Stadium, Londres                                   |                                                             |
|                     |            |           | 37' Falcao | Asistencia: 50.000 espectadores Árbitro(s): Martin Atkinson | Asistencia: 50.000 espectadores Árbitro(s): Martin Atkinson |

- Datos: Q16834764
- Multimedia: 2014 Emirates Cup / Q16834764